# Svig
Svig er et juridisk begreb, som betegner det forhold bevidst at give urigtige oplysninger ofte med det formål at opnå økonomisk fordel. Svig er en strafbar handling. Det fremgår både af aftaleloven og straffeloven. Endvidere forbyder også udlændingeloven svig. Landbrugsstyrelsen oprettede i 2019 en enhed for svigagtige forhold. Enheds navn er Svig & Omgåelse.

## Typer af svig
- Assurancesvig kaldes også forsikringssvindel;[6] og betegner en type økonomisk kriminalitet, som sker ved at give sit forsikringsselskab urigtige oplysninger for at opnå en uberettiget erstatning.[7]
- Assurancesvig er bedrageri mod et forsikringsselskab;[8] også kaldet forsikringssvindel.[9]
- Mandatsvig består i at på vegne af andre at sikre sig økonomisk vinding.[10]
- Skattesvig betegnes også skatteunddragelse.[11]

- Skyldnersvig består i, at man bevidst forringer sin mulighed for at tilbagebetale sin gæld.[12]

I 2022 fik en sag om mulig svig mod Varde kommune meget presseomtale. For ifølge flere medier gav flere parter i sagen urigtige oplysninger med det formål at opnå økonomisk tilskud.

## Reference
1. 1 2  svig | lex.dk – Den Store Danske
2. ↑  Siderne 418 og 438 i Bo von Eyben: Juridisk Ordbog. 14. udgave. 2016. Karnov Group. ISBN 978-87-619-3556-4
3. ↑  Retsinformation
4. ↑  Landbrugsstyrelsen styrker indsats mod snyd og svig - Altinget: Embedsværk
5. ↑  "Svig & Omgåelse". Arkiveret fra originalen 21. oktober 2022. Hentet 21. oktober 2022.
6. ↑  assurancesvig — Den Danske Ordbog
7. ↑  svig i forsikringsretlig forstand | lex.dk – Den Store Danske
8. ↑  assurancesvig på lex.dk
9. ↑  Guldsmed idømt to års fængsel i sag om grov forsikringssvindel på politi.dk
10. ↑  mandatsvig — Den Danske Ordbog
11. ↑  skattesvig — Den Danske Ordbog
12. ↑  Østre Landsret - Dom i sag om bl.a. skyldnersvig begået af to advokater
13. ↑  Idrætsforeninger og personer tiltalt for svig mod kommune | TV SYD
14. ↑  Foreninger og idrætshal tiltalt for svig mod kommune
15. ↑  Idrætsforeninger og personer tiltalt for svig mod kommune | jv.dk

| Jura | Spire Denne juraartikel er en spire som bør udbygges. Du er velkommen til at hjælpe Wikipedia ved at udvide den. |